# DB 422
DB 422 – elektryczny zespół trakcyjny wyprodukowany dla DB Regio w liczbie 249 sztuk. Są użytkowane do dziś.